# Aleksandr Bułanow
Aleksandr Bułanow (ros. Александр Буланов; ur. 26 grudnia 1989) – rosyjski lekkoatleta specjalizujący się w pchnięciu kulą.
W 2006 był 6. podczas Gimnazjady. W 2007 roku wywalczył złoty medal mistrzostw Europy juniorów. Rok później - w 2008 - podczas rozgrywanych w Bydgoszczy mistrzostw świata juniorów zajął drugie miejsce. Zwycięzca zimowego pucharu Europy w kategorii U23 w 2009. Szósty zawodnik halowych mistrzostw Europy (2013). Medalista mistrzostw Rosji.
Badania antydopingowe przeprowadzone 10 lipca 2009 wykazały obecność u Buałnowa niedozwolonej substancji – metandienonu, za co nałożono na Rosjanina karę dwuletniej dyskwalifikacji.

## Rekordy życiowe
- Pchnięcie kulą (stadion) – 19,99 (2015)
- Pchnięcie kulą (hala) – 19,92 (2013)
- Pchnięcie kulą (6 kg) – 20,59 (2008)